# Castello di Verrès
Das Castello di Verrès (französisch Château de Verrès) ist eine der bekanntesten mittelalterlichen Burgen im Aostatal. Yblet von Challant ließ sie als militärische Festung im 14. Jahrhundert über dem Ort Verrès errichten. Sie war eines der ersten Beispiele einer Burg, die nur aus einem Block bestand, während ältere Konstruktionen aus einer Reihe von Baukörpern, eingeschlossen von einer Umfassungsmauer, bestanden.
Das Schloss Verrès steht auf einem Felsvorsprung über der Siedlung Verrès und der Straße im Val d’Ayas, über die Dora Baltea gegenüber dem Schloss Issogne. Es erscheint von außen als strenger Würfel mit 30 Meter Seitenlänge und praktisch ohne Zierelemente.

## Geschichte

### Ursprünge

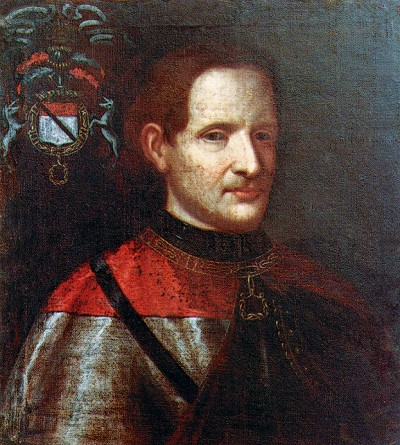
Porträt von Yblet von Challant

Die ersten Dokumente, in denen die Existenz einer Burg der Familie De Verretio in Verrès bezeugt ist, stammen von 1287. Damals stritten sich der Bischof von Aosta und einige Adelsfamilien, wie die De Turrilias, die De Arnados und die De Verretios, alle Vasallen der Grafen von Savoyen, um die Kontrolle über die Gegend. Besonders die Letztgenannten hatten im Laufe der Jahre bitteren Streit mit dem Prälaten, die in einem Angriff auf das bischöfliche, feste Haus in Issogne 1333 gipfelten.
Um die Mitte des 14. Jahrhunderts starben die De Verretios aus, ohne mögliche Erben zu hinterlassen. So fielen ihre Besitzungen an die Grafen von Savoyen, die sie 1372 an Yblet von Challant verlehnten, der sich in verschiedenen Positionen in ihrem Dienst ausgezeichnet hatte.
Yblet von Challant ließ die Burg vollkommen umbauen und machte sie so zu einer militärischen Festung, die praktisch uneinnehmbar war und sich von den meisten zeitgenössischen Burgen des Aostatals unterschied, die aus einer Zusammenstellung mehrerer Baukörper, umgeben von einer Umfassungsmauer, bestanden.
Eine Inschrift in Latein auf dem Architrav der ersten Tür, auf die man im Erdgeschoss trifft, berichtet, wie die Arbeiten von Yblet von Challant 1390 endeten:

„MCCCLXXXX Magnific(us) D(omi)nus Eball(us) D(omi)nus Challandi Montioveti, etc. edificare fecit hoc castrum viventibus egregiis viris Francisco de Challand D(omi)nus de Bossonens et Castellionis et Joh(ann)e de Challand D(omi)no de Cossona ei(us) filiis.“

„1390 ließ der hohe Herr Ebalo, Herr von Challant, Montjovet etcetera diese Burg erbauen, als die werten Herren François de Challant, Herr von Bossonens und Châtillon und Jean de Challant, Herr von Cossonay, seine Söhne lebten.“

### 15. Jahrhundert
Nach dem Tod von Yblet von Challant 1409 fielen die Burg und seine anderen Güter an seinen Sohn François, der am 15. August 1424 vom Haus Savoyen den Titel eines „Grafen von Challant“ erhielt. Verrès blieb eines seiner wichtigsten Lehen, aber er ließ die Ansicht der Burg nicht wesentlich verändern.
François von Challant starb 1442 ohne männlichen Erben und vermachte seine Güter an seine Töchter Marguerite und Catherine. Das Schloss Verrès fand sich so inmitten eines Erbstreites zwischen Catherine, die auf das Testament ihres Vaters pochte und die Burg für sich beanspruchte, und einigen Vettern, darunter Jacques de Challant-Aymavilles, die das Erbe auf Basis des Lex Salica haben wollten, das eine weibliche Erbnachfolge nicht gestattete.
Die Festung von Verrès wurde so zu einer der Burgen von Catherine und ihrem Gatten Pierre de Sarriod d’Introd während ihres Kampfes mit Jacques de Challant-Aymavilles. Nach der Tradition kamen an Trinitatis des Jahres 1449 Catherine und Pierre aus der Burg heraus und gingen zum Dorfplatz hinunter, wo sie mit den Jugendlichen des Dorfes tanzten. Diese Episode erhöhte die Unterstützung der Dorfbewohner für Catherine deutlich und es wird jedes Jahr im historischen Karneval von Verrès daran erinnert.
1456, als ihr Gatte in einem Hinterhalt zu Tode kam, musste sich Catherine ergeben und ihre Güter, darunter auch das Lehen und das Schloss Verrès, fielen an ihren Vetter Jacques de Challant-Aymavilles, der somit der zweite Graf von Challant wurde.

### 16. Jahrhundert

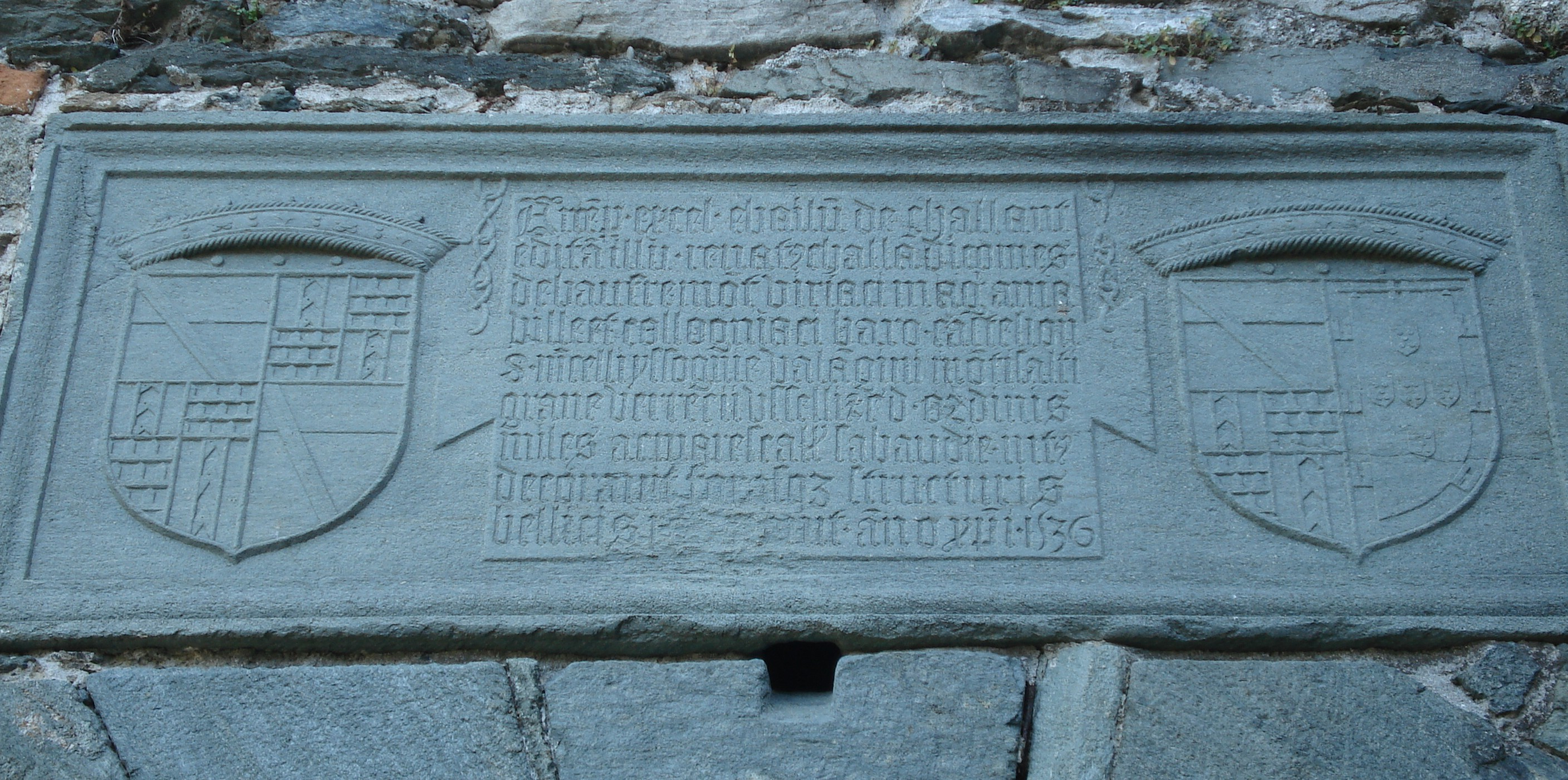
Inschrift am Eingang zum Vestibül der Burg

Die Burg folgte forthin den Geschicken der Nachkommen von Jacques de Challant-Aymavilles; sie fiel zunächst an seinen Sohn, Louis von Challant, dann an seinen Enkel Philibert de Challant und dann an dessen Sohn, René von Challant, die jedoch das benachbarte, bequemere Castello di Issogne als Residenz nutzten.
Seit der Zeit ihres Baus durch Yblet von Challant, etwa 150 Jahre vorher, wurde an der Burg keine besonderen Umbau- oder Restaurierungsarbeiten durchgeführt. 1536 ließ René von Challant mithilfe des spanischen Kapitäns Pedro de Valle, eines bekannten Militärbaumeisters, die Festung vergrößern und an die Feuerwaffen der Zeit anpassen. Er ließ so zu Füßen des kubischen Gebäudes eine Umfassungsmauer errichten, die mit Strebewerken und mehreckigen Türmen ausgestattet war, die an den Einsatz von Kanonen angepasst war und mit Artilleriestücken aus seinem Lehen in Valangin in der Schweiz ausgerüstet wurde. René von Challant ist auch das heutige Vestibül zuzuschreiben, das über eine Zugbrücke erreichbar ist, ebenso wie neue Fenster in Kreuzform und neue Türen mit Hufeisenbögen im Stile der Zeit.
Die Arbeiten sind auf einer Steintafel über dem Eingang zum Vestibül aufgeführt, die von den Wappen von René von Challant (auf der linken Seite) und seiner zweiten Gattin, Mencia di Braganza, (auf der rechten Seite) flankiert ist:

„Arcem per excellentissimum ebailum de challant editam illustris renatus challandi comes de baufremont viriaci magni ama ville et collogniaci baro. castellionis S. marcelli yssognie valangini montisalti grane verrecii usselli etc. dominus ordinis miles ac marescallus sabaudie. intus decorauit forasque structuris bellicis (muniu)it. anno Xpi. 1536.“

„Im Jahre des Herrn 1536 verzierte der illustre Graf von Challant, René, Baron von Beaufremont, von Virieu-le-Grand, von Aymavilles und von Coligny, Herr von Châtillon, von Saint Marcel, von Issogne und von Valangin, von Montalto Dora, von Graines, von Verrès und von Ussel, Kavalier des Annunziaten-Ordens und Marschall von Savoyen, diese Festung, die von Ébal von Challant erbaut worden ist und stattete sie außen mit offensiven Erweiterungen aus.“

### Verfall und Restaurierung im 19. Jahrhundert

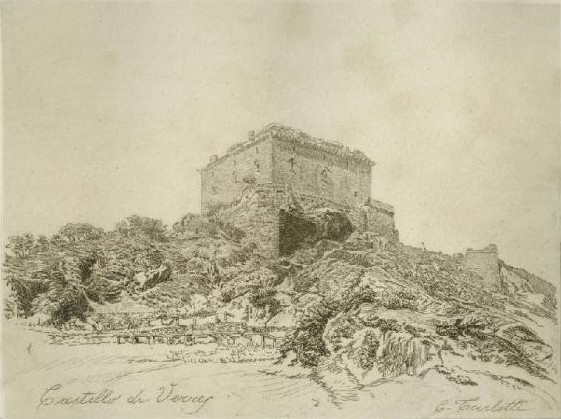
Das Schloss Verrès auf einem Stich aus dem 19. Jahrhundert von Celestino Turletti

Nach dem Tod von René von Challant ohne männliche Erben im Jahre 1565 fielen seine Güter an seinen Schwiegersohn Giovanni Federico Madruzzo (frz. Jean-Frédéric de Madruce), den Gatten seiner Tochter Isabelle, was aber zu einem langen Rechtsstreit mit anderen, männlichen Verwandten der Familie Challant, ebenfalls gemäß dem Lex Salica, führte; dieses erlaubte ja der Tochter nicht, die Güter ihres Vaters zu erben.
Das Haus Savoyen erlangte in der Folge die direkte Kontrolle über das Schloss Verrès zurück und verwendete es als Ausguck und militärische Garnison, aber 1661 ließ der Herzog von Savoyen, Karl Emanuel II., die Bewaffnung der Burg abbauen, um sie, zusammen mit der des Castello di Saint-Germain, auf die Festung Bard, in eine strategisch bessere Position zur Kontrolle des Aostatals, zu transferieren. Die Burg in Verrès wurde aufgegeben.
1696 endete schließlich der Rechtsstreit über das Erbe zwischen Isabelle de Challant und Giovanni Federico Madruzzo einerseits und der Familie Challant andererseits und die Burg ging in das Eigentum letzterer über. Sie blieb in deren Besitz bis zum Aussterben der Familie im 19. Jahrhundert, war aber nicht mehr bewohnt und verfiel zu einer Ruine. Die robusten Außenmauern widerstanden dem Verfall gut, aber hölzerne Dach wurde abgedeckt, damit keine Grundsteuer mehr bezahlt werden musste, was dafür sorgte, dass die oberen Stockwerke der Burg den Unbilden des Wetters ausgesetzt waren.
Nach einer Reihe von Besitzerwechseln kaufte es 1894 Alfredo d’Andrade, der damalige Superintendent für Denkmäler im Piemont und in Ligurien, für das Königreich Italien. Er veranlasste erste Restaurierungsarbeiten. In der Zeit nach dem Zweiten Weltkrieg wurde die Burg zum Nationaldenkmal erklärt und fiel an die Autonome Region Aostatal, die in den 1980er-Jahren das Dach in Steinplatten neu decken ließ. Die letzte Restaurierung fand 1994 statt.
2004 wurde die Burg geschlossen, um Arbeiten zur Anpassung und Aufrüstung der Einbauten durchführen zu können. Seit der Wiedereröffnung 2007 ist die Burg im Rahmen geführter Touren wieder öffentlich zugänglich.

## Beschreibung
Die Höhenburg, die als militärische Festung erbaut wurde, liegt auf einem Felsvorsprung über dem Bach Évançon, der das Dorf Verrès durchfließt. Die schwierig zu erreichende Burg ist leicht zu verteidigen; ihre Lage ermöglicht die Kontrolle des darunter liegenden Dorfes, des zentralen Tales und der Straße, die entlang des Val d’Ayas verläuft und damals ein wichtiger Verbindungsweg war. Im 18. Jahrhundert beschrieb der Geschichtswissenschaftler des Aostatals, Jean-Baptiste de Tillier, in seinem Buch Historique de la Vallée d’Aoste das Schloss Verrès, wie folgt: „Und man kann ohne Übertreibung sagen, dass dies eines der solidesten und bekanntesten Gebäude sei, das ein Vassall im Herrschaftsbereich eines souveränen Prinzen bauen lassen konnte, wo dieser den Rang eines der Renommiertesten innehatte.“
Von außen zeigt sich die Burg als schlichter, würfelförmiger Block mit 30 Metern Seitenlänge, an seinem Fuß umgeben von einem Mauerring, der den gesamten Gipfel des Felsvorsprungs einschließt. Die Mauern mit einer Dicke von mehr als 2,5 Metern sind mit einer fortlaufenden Reihe von Konsolen versehen, die ein Maschikuli verbergen und unter denen sich mittelalterliche Doppelfenster und Fenster in Kreuzform aus der Renaissance öffnen.

### Eingang

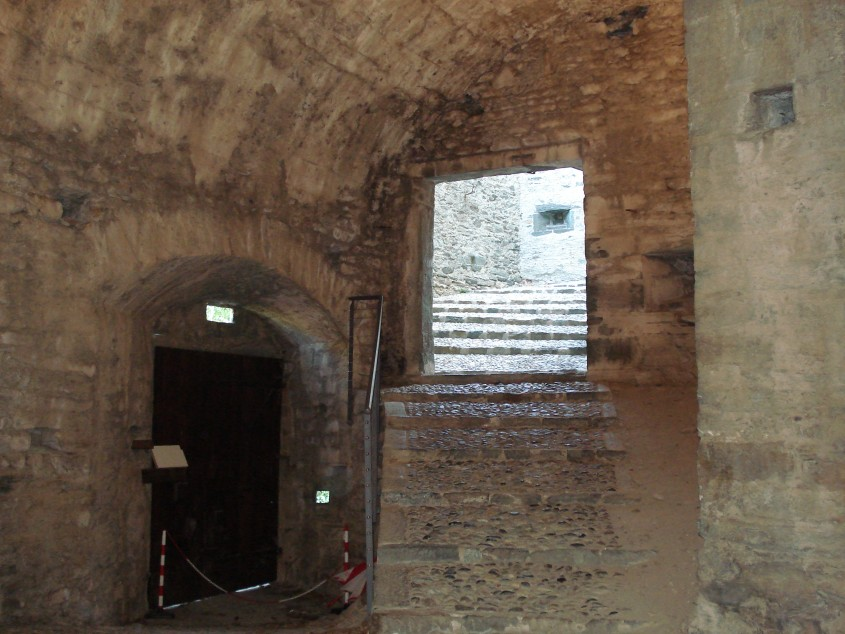
Bergseitiger Eingang in das Vestibül

Jedes Element der Burg scheint extra dafür entwickelt worden zu sein, diese besser verteidigbar zu machen. Man steigt zu Fuß über einen Muliweg auf, der entlang des Berges verläuft, bis man den Eingang der Umfassungsmauer erreicht, zu dem man einst über eine Zugbrücke gelangte. Diesen Eingang ließ, ebenso wie den äußeren Mauerring, René von Challant im 16. Jahrhundert errichten, wie man in der Inschrift über dem Eingangstor lesen kann.
Wer den Weg entlang geht, um zur Burg aufzusteigen, bietet der Festung stets seine rechte Flanke dar. Dies war eine weitere Maßnahme zur Verteidigung, denn die Soldaten führten damals das Schild mit der linken Hand und so war ihre rechte Flanke die ungeschützte.
Darüber hinaus fand sich das Eingangstor in einem Vestibül, auf der Bergseite und in einer Kurve, um den möglichen Einsatz eines Rammbocks schwierig zu machen. Auf diesem Platz öffnet sich das Tor, das in den Innenhof und zu den Bastionen führt, die damals mit Ställen belegt und für Besucher nicht zugänglich waren.
Nach dem Vestibül gelangt man zum Torhaus, unter dem die Gefängnisse angeordnet sind; heute werden dort die Eintrittskarten verkauft. Gegenüber befindet sich der eigentliche Eingang zur Burg, verschlossen durch ein nach originalem Vorbild rekonstruiertes Holztor, verstärkt durch eiserne Riegel und eingeschlossen durch einen doppelten Bogen, einen Rundbogen und einen Spitzbogen.

### Erdgeschoss

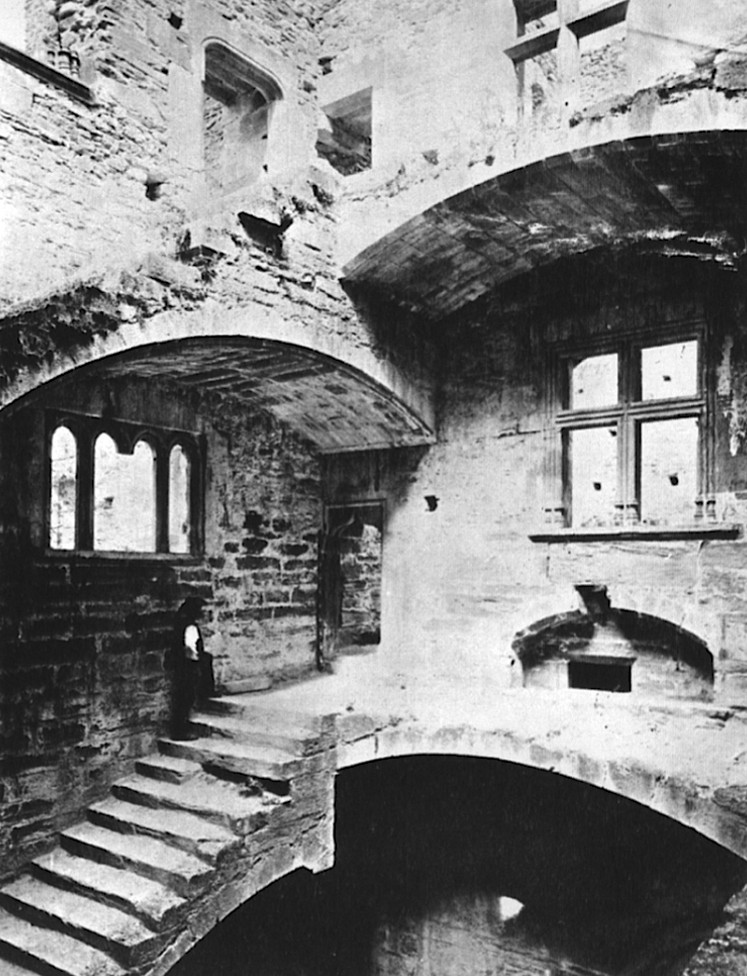
Die kräftige Treppe in der Mitte des Schlosses Verrès (Foto vom Beginn des 20. Jahrhunderts)

Wenn man in die Burg eintritt, findet man sich in einer quadratischen Vorhalle, die als Decke ein Spitzbogengewölbe hat, das letzte Verteidigungselement der Burg. In der Tat öffnen sich zahlreiche Schießscharten und eine Luke in der Decke, von denen aus man auf mögliche Eindringlinge, die im Inneren eingeschlossen waren, zielen konnte.
Um tatsächlich in den inneren Teil der Burg einzutreten, muss man noch ein doppeltes Portal durchschreiten, über dem auf der Seite der Vorhalle ein Rundbogen angebracht ist und auf der Seite zum Innenhof hin ein Spitzbogen. Einst waren diese Tore durch ein Fallgatter geschützt, das zwischen den beiden Portalen angebracht war.

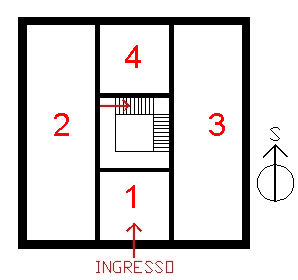
Grundriss des Erdgeschosses:
1. Eingangshalle
2. Magazin auf der Ostseite
3. Waffenkammer auf der Westseite
4. Küche

Der Innenhof der Burg ist einfach ein quadratischer Platz, von dem aus man in die beiden großen Räume gelangt, die auf der Ost- und der Westseite der Burg liegen. Die Dachöffnung über dem Hof erlaubt eine bessere Belichtung der Räume und es sammelt sich Regenwasser in der großen Zisterne darunter. Das Pflaster des Innenhofes wurde in Neigung verlegt, sodass alles Wasser zur Mitte geleitet wird, wo sich die Öffnung zur Zisterne befindet, damit man über eine Wasserreserve verfügte, die im Falle einer Belagerung wertvoll war.
Die innere Aufteilung der Burg ist einfach und fundamental, wie ihr äußerer Anblick. Das Erdgeschoss hat neben der Eingangshalle nur drei Räume, die den Innenhof umgeben.
Die gesamte Ostseite der Burg nimmt ein großer, rechteckiger Saal ein, dessen Decke als Tonnengewölbe mit Rundbögen ausgeführt ist. Dies ist der einzige Raum der Burg, der nicht beheizt wird, und diente vermutlich als Munitionsmagazin und Waffenkammer. Bei Feiern des historischen Karnevals wird dieser Raum als Ballsaal genutzt.
Auf der gegenüberliegenden Seite liegt der große westliche Saal, der durch ein Tor zugänglich und mit einer Gewölbedecke versehen ist, beide mit Rundbögen. Dieser Raum diente vermutlich als Unterkunft und Speisesaal für die Soldaten und für das Dienstpersonal, war durch zwei monumentale, offene Kamine beheizbar, durch eine Servierluke mit der Küche auf der Südseite des Erdgeschosses verbunden und über eine Treppe mit der Küche auf der Nordwestseite des ersten Obergeschosses.
Von diesem Saal aus gibt es eine Schießscharte zur Eingangshalle hinaus. An einigen Stellen ist hier der Felsen sichtbar. Die Burg ruht tatsächlich auf dem nackten Felsen und es wäre nicht möglich gewesen, die Aufschlüsse zu entfernen, ohne ihre Stabilität zu beeinträchtigen.

### Erstes Obergeschoss

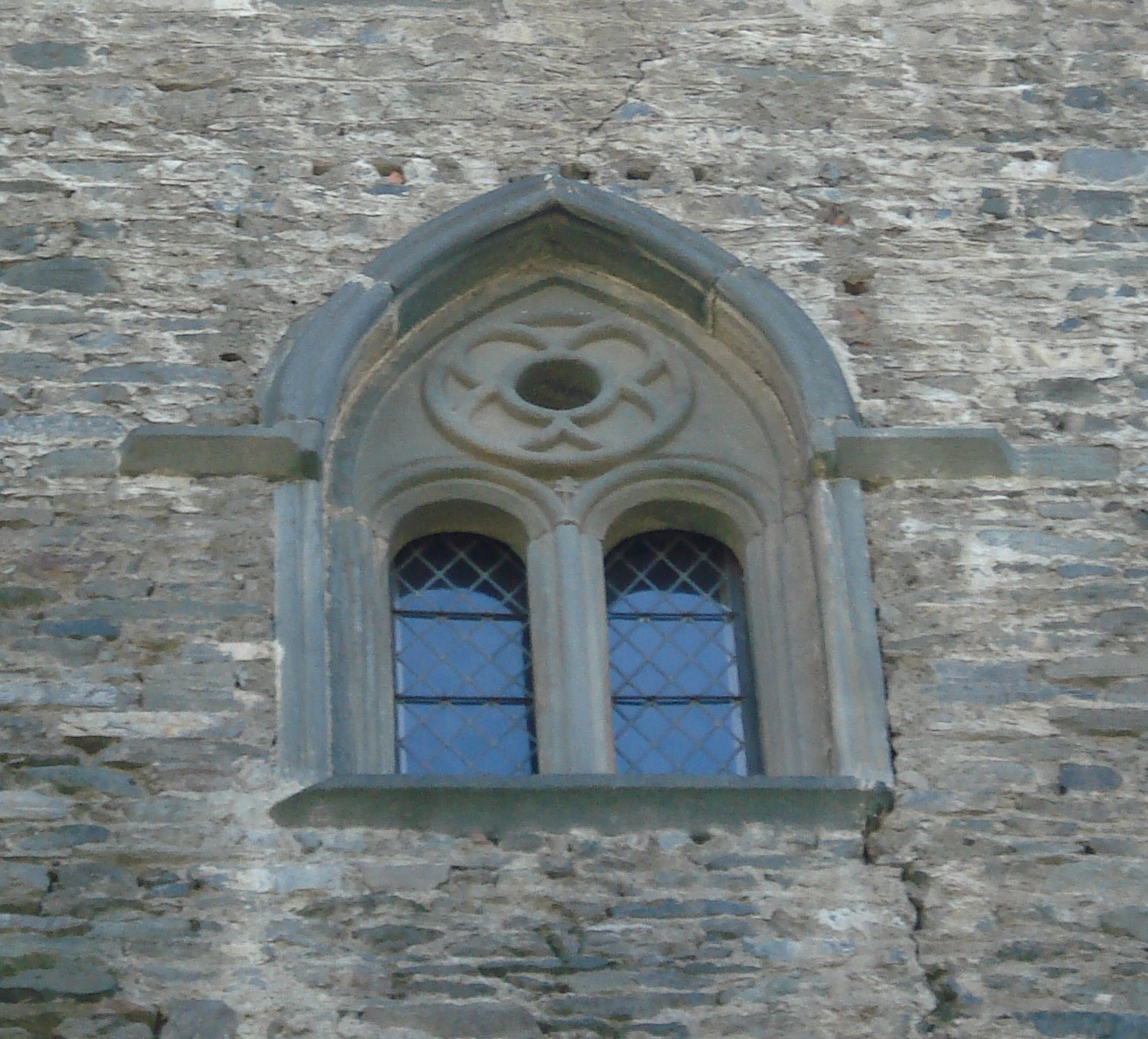
Detail eines der Doppelfenster im ersten Obergeschoss

Das erste Obergeschoss war für die Burgherren reserviert. Dorthin gelangt man, wenn man über eine monumentale Treppe mit Strebebögen von etwa 2 Metern Breite aufsteigt, die vom Innenhof aus entlang der Innenwände des Gebäudes nach oben führt.
Der Architrav der ersten Türe, auf die man trifft, wenn man von der Treppe kommt, trägt eine Inschrift, die Yblet von Challant als Bauherr der Burg im Jahre 1390 ausweist. Die Tür führt in ein Zimmer, das als Wachstube diente und über der Eingangshalle liegt. Am Boden des Raumes gibt es eine Luke, aus der man auf die Feinde in der Vorhalle darunter zielen konnte. Der Raum ist durch ein Fenster auf der Nordseite belichtet, durch das man die Burg Villa in Challand-Saint-Victor sehen kann.

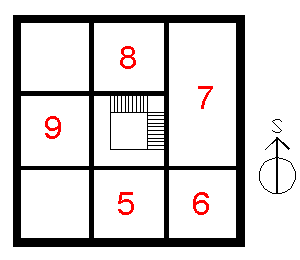
Grundriss des ersten Obergeschosses (für die Burgherren): Man beachte den großen Speisesaal (7) und die Küche (8), die durch eine Durchreiche verbunden sind; den Wachraum mit der Luke (5), die Küche der Garnison (6) und die Schlafkammern (9)

Aus diesem Raum gelangt man in die zweite Küche der Garnison, die einst mit dem Speisesaal im Erdgeschoss durch eine Treppe verbunden war. Dieser Raum ist, wie der darunter und der darüber, mit einer kleinen Türe versehen, die sich an der Nordmauer der Burg ins Leere öffnet, vielleicht eine Art Fluchttüre. Der Raum enthält auch eine Vorratskammer in der Mauer mit einem Loch nach außen, in der man dank der Kälte draußen Lebensmittel besser aufbewahren konnte, und einen offenen Kamin an der Wand zum Speisesaal der Burgherren; dieser hatte eine Doppelfunktion zum Kochen der Speisen und zum Beheizen des angrenzenden Raums.
Aus der Küche gelangt man in den Raum, der als Speisesaal der Burgherren genutzt wurde, auch über die Treppe zugänglich ist und den Rest der Westseite des Geschosses belegt. Der Saal kann durch zwei große Fackeln in den Ecken beheizt werden und ist über eine Durchreiche mit der Küche auf der Südseite der Burg verbunden. Der Raum ist durch ein gotisches Doppelfenster auf der Außenseite und durch ein Vierfachfenster aus dem 14. Jahrhundert, das sich auf den Innenhof hinaus öffnet, belichtet.
Die Küche für die Burgherren, die auf der Südseite des Geschosses liegt, ist mit drei offenen Kaminen ausgestattet, von denen der auf der Seite zur Treppe hin von außergewöhnlicher Größe ist und ursprünglich für das Kochen ganzer Tiere gedacht war. Der Raum hat eine mehrfache Kuppelgewölbedecke aus der Zeit von René von Challant, die in der Mitte sein Wappen zusammen mit den Buchstaben „R“ und „M“, den Initialen von Renato und seiner Gattin Mencia, trägt. Dies ist die einzige originale Decke in der Burg im Unterschied zu den anderen, die bei der Restaurierung im 20. Jahrhundert wiederhergestellt wurden. Die Ostseite der Küche nehmen einige Einbauschränke und eine große Speisekammer in einem Hohlraum der Mauer ein.
Die Ostseite der Burg nehmen Räume ein, die die Schlafkammern der Burgherren waren, beheizt durch große, offene Kamin aus Stein, versehen mit hölzernen Kassettendecken und insgesamt fünf Mauerlatrinen, die nach außen auf die Felsen darunter mündeten.

### Obere Stockwerke

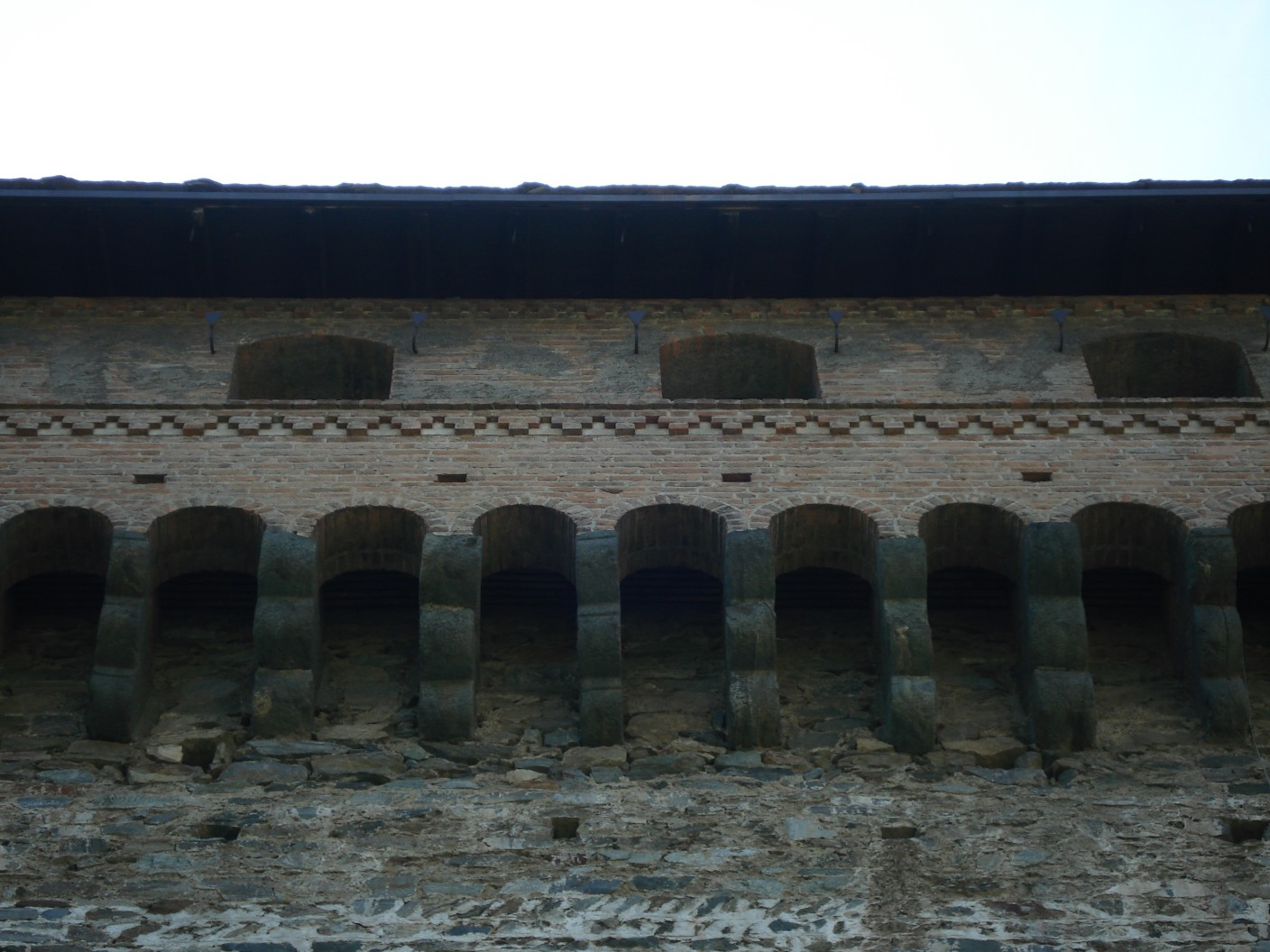
Detail der Mauerkronen und der Abläufe über den Wänden

Das zweite Obergeschoss der Burg, das man im Rahmen der geführten Touren nicht besichtigen kann, entspricht in seiner Aufteilung dem ersten Obergeschoss und diente vermutlich der Dienerschaft und den Gästen der Burgherren. Über dem Speisesaal der Burgherren liegt ein Saal, der wohl ursprünglich ein Ratssaal war. Die Holzdecke und der steinerne, offene Kamin dieses Raumes wurden, wie die der anderen Räume dieses Geschosses, in den letzten Jahrzehnten restauriert und rekonstruiert. Sie waren in der Tat durch die Wettereinflüsse, denen sie nach dem Abriss des Daches ausgesetzt waren, verfallen. Die Räume auf der Ostseite sind mit zwei Mauerlatrinen, analog denen im ersten Obergeschoss, versehen. Das Zimmer über der Küche in der Nordwestecke hat, wie eben diese Küche darunter, eine kleine Tür nach außen, die auch als Hilfsausgang oder der Signalgebung diente.
Eine Holztreppe, die vollständig rekonstruiert wurde, verbindet das zweite Obergeschoss mit dem Dachgeschoss. Die Raumaufteilung dieses Geschosses entspricht der der darunterliegenden Geschosse und es diente vermutlich den Soldaten und dem Dienstpersonal der Burg und darüber hinaus als Lager für Bausteine. Vom Dachgeschoss aus ist nach außen hin der Wehrgang zugänglich, der entlang aller vier Seiten des Gebäudes in einer Gesamtlänge von 120 Metern verläuft, 148 Abläufe und nach innen hin einen Holzbalkon hat, der zum Innenhof hin zeigt und dessen Abdeckung die Funktion eines Sammlers für das Regenwasser hat. Das Dach aus Steinschindeln wurde in den 1980er-Jahren vollständig rekonstruiert.

## Die Burg in der Kultur
Das Schloss Verrès ist eines der meistbesuchten Denkmäler im Aostatal: Zwischen 2007 und 2009 gab es pro Jahr um die 20.000 Besucher.
1884 diente diese Burg Alfredo d’Andrade als eines seiner Modelle für die Rocca del Borgo Medievale di Torino, die anlässlich der Esposizione Generale Italiana Artistica e Industriale (dt.: Allgemeine italienische Kunst- und Industrieausstellung) 1884.
Seit 1949 wird jedes Jahr in Verrès anlässlich des Karnevals daran erinnert, dass Catherine de Challant und ihr Gatte Pierre d’Introd am 31. Mai 1449 zum Dorfplatz hinuntergingen und dort mit den Dorfbewohnern tanzten. In den vier Tagen des Karnevals (Faschingssamstag bis Faschingsdienstag) finden auf der Burg Essen und Maskenbälle statt, ebenso wie die Aufführung der Oper „Un partita a scacchi“ von Giuseppe Giacosa.